# Stolidosoma flavicauda
Stolidosoma flavicauda är en tvåvingeart som först beskrevs av Van Duzee 1931.  Stolidosoma flavicauda ingår i släktet Stolidosoma och familjen styltflugor. Inga underarter finns listade i Catalogue of Life.